# Narcissus segurensis
Narcissus segurensis là một loài thực vật có hoa trong họ Amaryllidaceae. Loài này được S.Ríos, D.Rivera, Alcaraz & Obón mô tả khoa học đầu tiên năm 1999.